# 아미모네
아미모네(Amymone)는 그리스 신화에 나오는 다나오스의 50명의 딸들 가운데 하나이다. 제우스의 아내 헤라에게 아르고스의 땅을 빼앗긴 것을 분히 여긴 해신 포세이돈이, 모든 샘물을 말라붙게 해 버렸으므로 아미모네는 자매들과 함께 물을 구하러 나섰다. 사슴을 발견하고 던진 창이 빗나가 잠자고 있던 정령 사티로스를 깨웠다.